# 冠灰纹霸鹟
，是雀形目霸鹟科的一种鸟类，属于单型的冠灰纹霸鹟属（学名：Griseotyrannus）。但按照不同的分类系统可能被分类在杂色纹霸鹟属。

## 亚种
- G. a. pallidiventris，分布在巴西东部。
- G. a. aurantioatrocristatus，分布在玻利维亚至阿根廷北部和巴西南部；冬季在亚马逊地区的西部越冬。[3]